# MediaEspresso
MediaEspresso（メディアエスプレッソ）は、サイバーリンク社が開発・販売する動画変換ソフトウェアである。
動画ファイルを再生する端末に合わせて最適なサイズに変換できる。バージョン6から、動画ファイルだけでなく、音楽ファイル、画像ファイルの変換にも対応をした。
もともとはMediaShow Espressoの名前で発売されていたが、バージョン6からはMediaEspressoという名前へ変更された。

## バージョン履歴
MediaShow Espresso
- 2009年4月29日発売[2]

MediaShow Espresso 5.5
- 2010年1月20日発売[3]

MediaEspresso 6
- 2010年7月26日発売[4]

MediaEspresso 7
- 2014年6月25日発売[5]

## ソースネクスト版
PowerConverter
- 2010年8月10日、ソースネクストから発売[6]
- MediaShow Espresso5.5を改題したもの。